# Steinhöfel
Steinhöfel é um município da Alemanha, situado no distrito de Oder-Spree, no estado de Brandemburgo. Tem 159,84 km² de área, e sua população em 2019 foi estimada em 4.495 habitantes.